# Kisiele (rejon miński)
Kisiele (biał. Кісялі, ros. Кисели) – wieś na Białorusi, w obwodzie mińskim, w rejonie mińskim, w sielsowiecie Pietryszki.